# Ghiacciaio Midship
Il ghiacciaio Midship è un ghiacciaio lungo circa 12 km situato nella regione centro-occidentale della Dipendenza di Ross, in Antartide. Il ghiacciaio, il cui punto più alto si trova a circa 1100 m s.l.m., si trova in particolare nella zona meridionale della dorsale Convoy, dove fluisce verso nord partendo dal versante settentrionale del monte Morrison e scorrendo fino a occupare buona parte della valla Alatna e toccando, con il suo margine orientale, la morena Jetsam, che lo separa dal ghiacciaio Benson.

## Storia
Il ghiacciaio Midship è stato scoperto dai membri della spedizione Terra Nova, condotta dal 1910 al 1913 e comandata dal capitano Robert Falcon Scott, che però lo considerarono parte del ghiacciaio Benson. Solo nel 1990 una spedizione del Programma Antartico della Nuova Zelanda, condotta dal 1989 al 1990 e comandata da Trevor Chinn, ha scoperto che in realtà il ghiacciaio Benson parte dal nevaio Flight Deck e che il flusso di ghiaccio compreso tra il ghiacciaio Gran e il nevaio, lungo in tutto 12 km, è in realtà un flusso indipendente. Tale ghiacciaio è stato quindi battezzato Midship nel 1993 proprio per rimarcare la sua pozione a metà tra i ghiacciai Gran e Benson: "midship" in inglese significa infatti "parte centrale della nave".